# Parozodes
Parozodes is een kevergeslacht uit de familie van de boktorren (Cerambycidae). De wetenschappelijke naam van het geslacht werd voor het eerst geldig gepubliceerd in 1897 door Aurivillius.

## Soorten
Parozodes omvat de volgende soorten:
- Parozodes erythrocephalus Aurivillius, 1897
- Parozodes pilosus Fuchs, 1956